# Nymphaea candida
Nymphaea candida là một loài thực vật có hoa trong họ Nymphaeaceae. Loài này được C.Presl miêu tả khoa học đầu tiên năm 1822.